# Bauer Tamás
Bauer Tamás (Budapest, 1946. május 6. –) magyar közgazdász, egyetemi tanár, politikus. Politikai tevékenységét a Szabad Demokraták Szövetségében (SZDSZ) folytatta. 1994 és 2002 között országgyűlési képviselő. Közgazdászként a kelet-európai tervgazdaságok működésével foglalkozik. 2011-től 2014-ig a Demokratikus Koalíció alelnöke volt.

## Életpályája
1964-ben érettségizett az ELTE Radnóti Miklós Gyakorlógimnáziumában, majd felvették a Marx Károly Közgazdaságtudományi Egyetem általános közgazdasági szakára, ahol 1968-ban szerzett közgazdászdiplomát. Ugyanebben az évben a Magyar Közgazdasági Társaság tagja lett.  (a Közgazdász hetilapnál cikkeket írt).)
Diplomájának megszerzése után az MTA Közgazdaság-tudományi Kutatóintézet munkatársa lett. Később tudományos főmunkatársi beosztásba került. 1984-ben védte meg a közgazdaság-tudományok kandidátusi értekezését. 1988-ban a Frankfurti Egyetem összehasonlító és transzformációs gazdaság-rendszertani tanszékének egyetemi tanára, később tanszékvezetője lett. 1991 és 1994 között az MTA Közgazdaság-tudományi Bizottságának tagja volt. Közgazdászként kutatási területe Magyarország és a KGST-országok gazdasági mechanizmusának, gazdaságpolitikájának vizsgálata, az átalakulás elméleti kérdései és empirikus leírása, illetve a gazdaságpolitikának a politikai folyamatokból adódó korlátai és a növekedési ingadozások. 2004 és 2009 között az Országos Tudományos Kutatási Alap projektvezetője is volt. Kiterjedt publicisztikai munkássága is.

### Politikai pályafutása
1966-ban lépett be a Magyar Szocialista Munkáspártba (MSZMP), de 1974-ben kizárták, mert a művi terhességmegszakítások engedélyezésének megszigorítása ellen tiltakozott. Később a demokratikus ellenzék egyik vezető tagja volt, Csonka Dénes álnéven publikált a Beszélő című ellenzéki szamizdatban. 1985-ben a Hazafias Népfront országos tanácsának tagjává választották, de három évre rá lemondott tisztségéről. 1988-ban az Új Márciusi Front egyik kezdeményezője volt. Ugyanebben az évben a Szabad Kezdeményezések Hálózata (a későbbi Szabad Demokraták Szövetsége) egyik alapítója volt. Az alakuláskor az országos tanács tagjává választották, 1992 és 1995 között, valamint 2002–2003-ban az ot elnöksége tagja volt. 1995–1996-ban, valamint 1998–1999-ben a párt ügyvivő testületében is tevékenykedett.
1985-ben az MSZMP megakadályozta indulását az országgyűlési választáson, majd 1990-ben az SZDSZ országgyűlési képviselőjelöltje, de mandátumot nem szerzett. Az 1994-es országgyűlési választáson a párt országos listájáról szerzett mandátumot, ugyanezt megismételte 1998-ban. 2002-ben és 2006-ban nem szerzett mandátumot. Egyéni jelöltként Újbudán, illetve Csepelen indult. 1995 és 1998 között frakcióvezető-helyettesként dolgozott. 2007-ben kilépett a pártból az akkori pártvezetés politikája, illetve általa elhibázottnak vélt gazdaságpolitikája miatt.
2011. november 6-tól a Demokratikus Koalíció párt alelnöke.
2014 júniusában lemondott alelnöki posztjáról.

## Családja
Édesapja Bauer Miklós (1921–2008) jogász, az Államvédelmi Hatóság (ÁVH) egykori hírhedt kihallgatótisztje. Édesanyja Schönberg Judit tisztviselőként dolgozott nyugdíjba vonulásáig. Egy testvére van, Katalin (1951).
1969-ben házasodott, felesége Verebélyi Aranka közgazdász, köztisztviselő. Két gyermekük született, János (1970) és Zsuzsa (1972).

## Publikációi
- A vállalatok ellentmondásos helyzete a magyar gazdasági mechanizmusban (1975)
- Beruházási ciklusok a tervgazdaságban. A reform előtti tervgazdaságok esete (1978)
- Tervgazdaság, beruházás, ciklusok (1981)
- The New Hungarian Forms of Enterprise Management and their Economic Environment (1986)
- Two Remarks on Socialism and Reforms (1991)